# Espurio Mumio
Espurio Mumio fue un militar y escritor romano del siglo II a. C. hermano de Lucio Mumio.

## Carrera política
Fue legado de su hermano en Corinto en 146 a. C. y 145 a. C. y amigo íntimo de Publio Cornelio Escipión Emiliano.
Políticamente era partidario de los aristócratas y escribió epístolas satíricas y éticas, describiendo sus experiencias en Corinto con versos humorísticos. Según la Enciclopedia Británica, estas cartas, todavía populares cien años después, fueron el primer ejemplo de una nueva clase de poesía romana, las epístolas poéticas.